# Parasite Eve (film)
Parasite Eve (パラサイト・イヴ?, Parasaito Ivu) è un film del 1997 diretto da Masayuki Ochiai, tratto dall'omonimo romanzo di Hideaki Sena. Distribuito nel 1997, due anni dopo la pubblicazione del romanzo, il film non è mai stato doppiato in altre lingue ed è stato distribuito a livello internazionale sottotitolato in inglese. Uscito per un breve periodo nelle sale americane, il 28 luglio del 2000, è stato distribuito dalla A.D. Vision negli Stati Uniti d'America e dalla Fuji TV in Europa in formato DVD rispettivamente nel 2001 e nel 2004 

## Trama
Toshiaki Nagishima è un ricercatore nonché divulgatore scientifico della Pharmaceutical Sciences. Il suo lavoro consiste soprattutto nello studio dei mitocondri. È sposato con Kiyomi da almeno un anno e, a causa del suo lavoro, si dimentica del loro primo anniversario. Kiyomi va a trovarlo sul posto di lavoro ma rimane delusa di tale dimenticanza e, fuggendo in macchina, ha un incidente e finisce in coma irreversibile.
Il prelievo dei reni è l'unica possibilità che ha Toshiaki di fare ancora del bene per sua moglie, dato che questa era la sua volontà, ma egli è restio a sospendere le cure che la tenevano in vita. Perciò prende la decisione di farlo, solo a una condizione: che assieme ai reni, le sia prelevato anche il fegato, per poterlo tenere con sé e coltivarne le cellule, in modo da mantenerla per sempre in vita accanto a sé.
A fare tale contratto verbale, sarà il dottor Takashi Yoshizumi, che seguendo le sue direttive gli manda il fegato della moglie in laboratorio. Intanto il rene viene trapiantato in una ragazza di appena 14 anni, Mariko Anzai. Toshiaki controlla così i dati fisiologici degli epatociti della moglie e scopre che questi avevano valori molto elevati in relazione all'alto tasso di attività mitocondriale delle suddette cellule.
Quindi, mette queste in coltura, chiamando il campione Eve, e dopo un po', scopre che questo si era riprodotto, fino a formare agglomerati pulsanti, in cui addirittura in uno compare la faccia di Kiyomi che cerca di comunicare con lui. Intanto Mariko ancora convalescente all'ospedale, dopo l'intervento, soffre di terribili incubi. Il dottor Yoshizumi, quindi cerca di farsi dire da Toshiaki che cosa aveva fatto del fegato della moglie, senza però ricevere risposta.
Intanto, la collega di laboratorio del ricercatore, Sachiko Asakura, si introduce nel laboratorio di questi dopo aver sentito un rumore sospetto, e viene così a contatto con una goccia di una strana sostanza arancione, che le penetra nell'orecchio. Così Takashi, tornato sul posto di lavoro, trova tutto in disordine, ma assieme a lui si materializza una presenza: sua moglie Kiyomi, o almeno una sua copia di origine cellulare, che lo seduce e lo obbliga a fare l'amore con lei.
Takashi, intorpidito dall'atto sessuale, torna a casa dove trova alcune lettere segrete della moglie, in cui questa parlava di una strana voce che sentiva e di come questa fosse cattiva. Quindi il ricercatore pone in relazione i due fatti e, avendo capito di essere stato raggirato dall'essere, mette a soqquadro per la rabbia il laboratorio. Dopo che la sua furia si è in parte placata, incontra Asakura, che lo invita a seguirlo a una conferenza.
Qui questa si rivela al mondo come l'Eva mitocondriale, e annuncia che le sue intenzioni erano quelle di produrre l'essere vivente definitivo, che avrebbe eliminato la razza umana, per prenderne il posto come organismo dominante. Quindi dà fuoco con i suoi poteri al direttore della conferenza, e la sostanza arancione abbandona il corpo di Asakura. Takashi e Yoshizumi (anche lui accorso alla conferenza) la recuperano e si recano in ospedale, sapendo che le intenzioni di Eva erano quelle di introdurre il suo zigote fecondato nell'utero della trapiantata (Mariko).
All'ospedale accade un finimondo, ed Eva rapisce la ragazzina, uccidendo parecchie persone. La storia si conclude sul tetto dell'edificio, dove il mostro cerca di convincere Takashi che l'amore che provava Kiyomi per lui, in realtà era solo una sua architettura, per potergli permettere di fare il passo successivo nella sua evoluzione. Ma il ricercatore non bada a queste parole e abbraccia l'essere, pur andando a fuoco, rivelando in Eva, tutto l'amore che Kiyomi veramente provava per lui. I due svaniscono in una grossa fiammata, che riduce entrambi in cenere.

## Differenze rilevanti con il romanzo
Il romanzo comincia subito con la morte di Kiyomi in un incidente stradale contro un palo del telefono, e non contro un camion.
Yoshizumi e Takashi si incontrano solo alla fine del romanzo quando devono salvare Mariko da Eve, e il prelievo del fegato, viene fatto da un amico medico di questo secondo.
Asakura brucia dopo aver svolto il suo compito alla conferenza, ma viene salvata da Toshiaki con un estintore. Non partecipa quindi al salvataggio di Mariko.
Eve si fa sentire per tutto il romanzo, tramite una voce eterea che fa soliloqui sul come stava procedendo il piano segreto.
Nel finale, Eve riesce a far partorire a Mariko suo figlio, che però viene ucciso dagli stessi mitocondri della linea maschile di Toshiaki, introdotti nello zigote, tramite i suoi stessi spermatozoi. Il ricercatore quindi si fonde con l'essere, uccidendo entrambi, prima che questi uccida tutte le persone accorse a salvare Mariko.

## Colonna sonora
La colonna sonora del film è stata composta da Joe Hisaishi.